# Лена Нитро
Лена Нитро (англ. Lena Nitro, р. 16 июня 1987 года, Берлин) — немецкая порноактриса.

## Биография

### Профессиональная карьера
Мать — Саския Фаррелл, порноактриса и предприниматель в сфере эротических товаров.
Пришла в порноиндустрию в 2009 году, в 22 года, благодаря интересу, который вызвала в ней атмосфера свингер-клубов. В настоящее время сотрудничает с европейскими компаниями, в основном с немецкими и другие французскими, такими как Videorama, Puaka, Магма, Inflagranti, Woodman Entertainment и Marc Dorcel Fantasies.
Принимала участие в различных шоу и эротических выступлениях в Германии и Австрии вместе с Яной Бах и Вивиан Шмитт.
В 2010 году немецкие веб-порталы, такие как Coupé, Happy Weekend, tripple.net и Bild, провозгласили её новой великой порнозвездой Германии.
В том же году выиграла немецкую порнопремию Eroticline Awards в номинации «Восходящая звезда года».
На Venus Award в течение двух лет подряд побеждала в номинации «Лучшая женская роль».
Снялась более чем в 60 фильмах.

### Футбол
В октябре 2017 года Лена Нитро стала спонсором немецкой любительской футбольной команды «Обервюрцбах» (Саарланд), и её имя стало изображаться на футболках. В ноябре того же года руководство клуба «по моральным соображениям» запретило изображать имя Лены на футболках, чему актриса крайне возмутилась.
Сама актриса является болельщицей дортмундской «Боруссии».

## Премии и номинации
| Год  | Церемония            | Результат | Номинация                    | Работа |
| ---- | -------------------- | --------- | ---------------------------- | ------ |
| 2010 | Eroticline Awards    | Победа    | Новая звезда года            | н/д    |
| 2011 | Venus Award          | Победа    | Mejor progreso excepcional   | н/д    |
| 2012 | Venus Award          | Победа    | Лучшая актриса               | н/д    |
| 2012 | Erotic Lounge Awards | Победа    | Лучшая актриса               | н/д    |
| 2013 | Sign Awards          | Победа    | Лучшая международная актриса | н/д    |
| 2013 | Venus Award          | Победа    | Лучшая актриса               | н/д    |
| 2017 | DVDErotik Awards     | Победа    | Немецкая актриса года        | н/д    |
| 2017 | Venus Award          | Победа    | Лучшая европейская актриса   | н/д    |

## Избранная фильмография
- Club der Suende (2011)
- Der Vorhang (2011)
- Lust und Laster (2011)
- Das Sennenlutschi (2010)
- Latex-Exzesse (2010)
- Heiße Traeume (2010)
- Kleine Huren hart genommen (2010)
- Lena Nitro bei Asrin Kaya’s Arbeit
- Lena Nitro — Exzesse beim Porno-Dreh
- Lena Nitro — Flatrateficken
- Lena Nitro — Doppelte Lust